# Eiscat Svalbard Radar

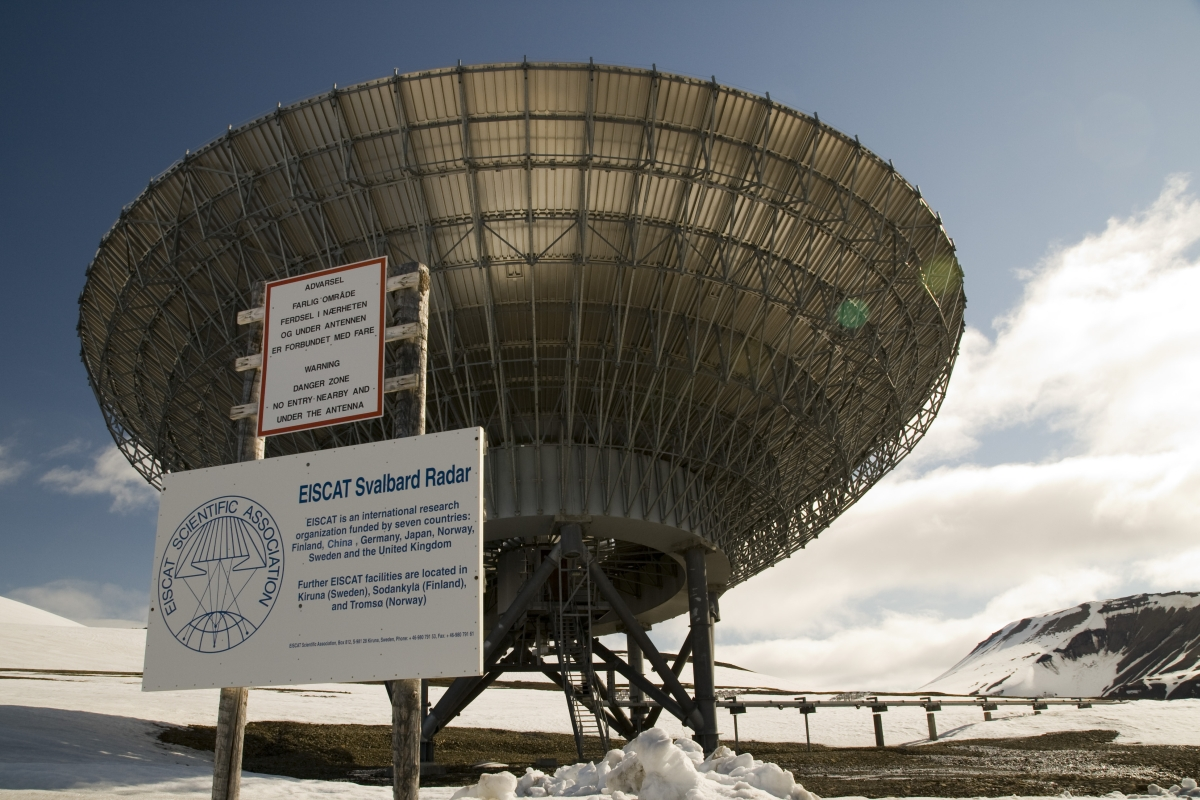
Eiscat Svalbard Radar.

Eiscat Svalbard Radar (ESR) är en forskningsanläggning som ägs och drivs av Eiscat, en internationell vetenskaplig organisation med flera radaranläggningar på Nordkalotten och Svalbard. ESR, som blev färdig 1996, är den nyaste av Eiscats forskningsanläggningar. 

## Placering och utformning
Anläggningen är placerad på Gruve 7 ovanför Adventdalen utanför Longyearbyen på Svalbard. Placeringen (78°09’11″N 16°01’44″E) nära Nordpolen ger anläggningen unika förutsättningar för norrskensforskning. På grund av polarnatten, som sträcker sig mellan oktober och februari, är säsongen för norrsken och därmed forskning väldigt lång. 
Anläggningen består av två radarantenner, en fullt styrbar parabolisk antenn med en diameter på 32 m och en fast parabolisk antenn med en diameter på 42 m. Sändning frekvensen är 498,0–502,0 MHz och den teoretiska maxeffekten är 1 MW. ESR är helt fristående från Eiscats fastlandssystem. 

## Historia
Eiscat Svalbard Radar invigdes i augusti 1996 i Longyearbyen. 200 gäster från 12 länder var inbjudna. Norges utbildnings-, vetenskaps- och kyrkominister, Reidar Sandal, öppnade officiellt anläggningen genom att sätta den enda antennen (den andra antennen byggdes för senare) i rörelse och starta en radarkörning.
I april 1996 blev Japan en fullvärdig medlem av Eiscat, vilket gjorde att nya tekniska förbättringar av ESR blev möjliga. Bland annat kunde den andra antennen byggas (den blev klar 1999) och maxeffekten kunde utökas till 1 MW. Förändringarna gjorde anläggningen kunder erbjuda ännu bättre forskningsmöjligheter.